# اولی بلکبرن
اولی بلکبرن (انگلیسی: Olly Blackburn؛  – ) کارگردان فیلم، و فیلم‌نامه‌نویس اهل بریتانیا بود.
وی همچنین برندهٔ جوایزی همچون برنامه فولبرایت شده‌است.